# ماسيمو زانتي
ماسيمو زانتي هو رائد أعمال وسياسي إيطالي، ولد في 12 فبراير 1948 في فيلوربا في إيطاليا. نشط حزبياً في فورزا إيطاليا. وقد انتخب عضو مجلس الشيوخ الإيطالي ‏.